# Gunter Benkißer
Gunter Benkißer (* 19. Januar 1939 in Apolda; † 1. Dezember 2012) war ein deutscher Ingenieurwissenschaftler und Hochschullehrer, der sich auf Werkstoffkunde spezialisiert hatte.

## Leben

### Familie
Gunter Benkißer war der Sohn des Schneiders Georg Benkißer und dessen Ehefrau Charlotte (geb. Heilborn), einer Näherin.
Er war verheiratet und hatte zwei Kinder.

### Werdegang
Nach dem Abschluss der Mittleren Reife an der Mittelschule Apolda, besuchte Gunter Benkißer von 1955 bis 1957 die Geschwister-Scholl-Schule in Apolda und begann darauf ein Maschinenbau-Studium an der Technischen Hochschule Magdeburg, mit der Fachrichtung Werkstoffkunde und Werkstoffprüfung, das er 1963 mit seiner Diplomarbeit Dilatometrische Untersuchungen der Anlassvorgänge in gehärteten Stählen als Dipl.-Ing. abschloss. Anschließend war er bis 1970 als wissenschaftlicher Assistent an der Universität Rostock tätig, wo er 1970 mit der Dissertation Untersuchung martensitischer und magnetischer Umwandlungen in kohlenstoffarmen Manganstählen zum Dr.-Ing. promovierte; anschließend arbeitete er bis 1981 als wissenschaftlicher Oberassistent am Rostocker Institut für Werkstoffkunde. Er beschäftigte sich dort mit den Lehr- und Forschungsgebieten Mikrostruktur und Eigenschaften metallischer und nichtmetallischer Werkstoffe des Maschinen- und Anlagenbaus, Strukturanalyse, insbesondere Metallografie und Röntgendiffraktometrie, Mikrostruktur und Eigenschaften von Biomaterialien, Materialbearbeitung mit Laserstrahlen und Schadensanalyse.
Von 1982 bis 1985 war er in der Industrie tätig, wo er als Ingenieur für Erzeugnisentwicklung in der Abteilung Werkstoffeinsatz und Korrosionsschutz des Kombinates Schiffbau Rostock arbeitete.
Seine Habilitation im Jahr 1984 zum Thema Martensitumwandlungen, Mikrostruktur und mechanische Eigenschaften von metastabilen austenitischen Stählen folgte nach seiner Tätigkeit im Kombinat Schiffbau Rostock.
Im Jahr 1984 promovierte er erneut, diesmal zum Dr. sc.techn., mit der Dissertation über Martensitumwandlungen, Mikrostruktur und mechanische Eigenschaften von metastabilen austenitischen Stählen. Im selben Jahr erhielt er auch die Facultas docendi für das Lehrgebiet Werkstofftechnik an der Universität Rostock. Von 1985 bis 2004 war er Hochschuldozent und Professor an der Universität Rostock; nach seiner Berufung zum Hochschuldozenten für Werkstofftechnik wurde der akademische Grad Dr. sc. techn. in den akademischen Grad Dr.-Ing. habil. umgewandelt. Von 1992 bis 2004 hatte er eine Professur für das Lehrgebiet Werkstofftechnik am Institut für Werkstoffkunde der Ingenieurwissenschaftlichen Fakultät der Universität Rostock inne.
Nach seinem Eintritt in den Ruhestand im Februar 2004 war er bis 2006 in einer Vertretungsprofessur und einem Lehrauftrag an der Fakultät für Maschinenbau und Schiffstechnik der Universität Rostock tätig.

## Mitgliedschaften und Funktionen
Von 1992 bis 1994 war Gunter Benkißer Sprecher des Institutes für Werkstoffkunde und darauf von 1992 bis 1998 Mitglied der Senatskommission Forschung und Wissenschaftstransfer; in dieser Zeit war er von 1994 bis 1996 Mitglied des Konzils und von 1994 bis 1998 Mitglied des Fachbereichsrates des Fachbereichs Maschinenbau und Schiffstechnik.
Er war auch Projektleiter von zwei Vorhaben der Deutschen Forschungsgemeinschaft (DFG) in den Jahren von 1996 bis 1999 und von 2000 bis 2002 und er war Mitglied der Deutschen Gesellschaft für Materialkunde sowie dem Deutschen Verband für Materialprüfung.

## Ehrungen und Auszeichnungen
Für seine besonderen Leistungen und Verdienste im Bereich der Metallografie wurde Gunter Benkißer mit dem Roland-Mitsche-Preis ausgezeichnet, der vom Fachverband der Metallindustrie Österreichs, der Eisenhütte Österreich und der Deutschen Gesellschaft für Metallkunde verliehen wurde.

## Schriften (Auswahl)
- Hermann Schumann; Gunter Benkißer: Untersuchungen über den Beginn der Umwandlung von kubisch flächenzentriertem Austenit in hexagonalen ε-Martensit. In: Neue Hütte 12. 1967. S. 1–4.
- Phasenumwandlungen 2.Art in Eisen-Mangan-Legierungen. Vortrag auf der Arbeitstagung des Institutes für metallische Spezialwerkstoffe der Akademie der Wissenschaften der DDR in Dresden am 25. April 1968.
- Untersuchung martensitischer Phasenumwandlungen in hochlegierten Manganstählen mit Hilfe von Dämpfungsmessungen. Vortrag auf dem Internationalen Kolloquium der Technischen Hochschule Magdeburg vom 19. bis 21. Juni 1968
- Dämpfungseffekte durch martensitische Phasenumwandlungen in kohlenstoffarmen Manganstählen. In: Neue Hütte 16. 1971. S. 422–426.
- Ein Torsionspendel zur Untersuchung von martensitischen Phasenumwandlungen in hochlegierten Stählen. In: Wissenschaftliche Zeitschrift der Universität Rostock, Nr. 21. 1972. S. 939–946.
- Röntgenographische Gitterkonstantebestimmungen des Austenits, des a-Martensits und des ε-Martensits in Manganstählen. Vortrag auf dem Kolloquium Phasenumwandlungen des Pädagogischen Institutes Halle/Saale am 4. Juli 1972
- Beitrag zur antiferromagnetisch bedingten Anomalie im Temperaturverlauf der elastischen Konstanten von Eisen-Mangan-Legierungen. In: Neue Hütte 17. 1972. S. 475–478.
- Röntgenographische Bestimmung der Volumenänderungen bei der α- und der ε-Martensitbildung in kohlenstoffarmen Manganstählen. In: Wissenschaftliche Zeitschrift der Universität Rostock, Nr. 22. 1973. S. 537–543.
- Hermann Schumann; Gunter Benkißer: Einfluss von Cobalt auf die martensitischen Umwandlungen in austenitischen Stählen mit rund 18% Chrom und 10% Nickel. In: Archiv für das Eisenhüttenwesen, Nr. 44. 1973. S. 827–835.
- Einfluss von äußeren Spannungen und Verformungen auf die martensitischen Umwandlungen in metastabilen austenitischen Stählen. Vortrag auf der Arbeitstagung der Montanwissenschaftlichen Gesellschaft der DDR am 5. Dezember 1973 in Berlin.
- Hermann Schumann; Gunter Benkißer; H. Willert: Wasserstoffinduzierte Martensitbildung in rostbeständigen austenitischen Chrom-Nickel-Stählen. In: Die Technik, Nr. 30. 1975. S. 247–250.
- Einfluss martensitischer Umwandlungen auf die Temperaturabhängigkeit des elektrischen Widerstandes von Eisen- und Cobaltlegierungen. Neue Hütte, Nr. 24. 1979. S. 261–264.
- Beziehungen zwischen der Stapelfehlerhäufigkeit im Austenit und dem martensitischen Umwandlungsverhalten von austenitischen Eisen-Mangan-Cobalt-Legierungen. In: Wissenschaftliche Zeitschrift der Universität Rostock, Nr. 28. 1979. S. 931–936.
- Einfluss der martensitischen y/ɛUmwandlung auf die Temperaturabhängigkeit der Magnetisierung von Cobalt-Mangan-Lgierungen. In: Wissenschaftliche Zeitschrift der Universität Rostock, Nr. 28. 1979. S. 937–940.
- Gunter Benkiẞer; G. L. I. Lyssak; B.I. Nikolin und Hermann Schumann: Die hexagonale ɛ-Phase in Eisen-Mangan-Cobalt-Legierungen. In: Neue Hütte, Nr. 25. 1980.  S. 326–329.
- Beitrag zur röntgenographischen Phasenanalyse von martensitisch umwandelnden hochlegierten Stählen. Vortrag auf dem XXX. Berg- und Hüttenmännischen Tag der Bergakademie Freiberg vom 26. bis 29. Juni 1979.
- Gunter Benkiẞer; Gudrun Horn: Beitrag zur quantitativen röntgenographischen Phasenanalyse von hochlegierten, austenitisch-martensitischen Stählen. In: Wissenschaftliche Zeitschrift der Universität Rostock, Nr. 30. 1981. S. 41–48.
- Spannungs-Dehnungs-Diagramme von metastabilen Stählen und ihre metallkundliche Interpretation. In: Freiberger Forschungshefte B 244. 1985. S. 220–237.
- Hermann Schumann; Gunter Benkißer: 100 Jahre Martensitforschung. In: Neue Hütte, Nr. 30. 1985. S. 401–405.
- Martensitumwandlungen, Mikrostruktur und mechanische Eigenschaften von metastabilen austenitischen Stählen. Dissertation B, eingereicht an der Fakultät für Mathematik, Naturwissenschaften und Technische Wissenschaften der Universität Rostock im Juli 1984.
- Martensitumwandlungen als Mechanismen der elastischen und plastischen Deformation. In: Wissenschaftliche Zeitschrift der Universität Rostock, Nr. 36. 1987. S. 55–61.
- Untersuchungen zum Rekristallisationsverhalten von Schiffspropellerbronzen. In: Wissenschaftliche Zeitschrift der Universität Rostock, Nr. 36. 1987. S. 62–66.
- Möglichkeiten der Optimierung der Eigenschaften von Schiffspropellerbronzen durch eine Wärmebehandlung. In: Schiffbauforschung, Sonderheft 1987. Band 5. S. 23–34.
- Die Austenitstabilisierung durch martensitische Phasenumwandlungen und der Strukturzustand des Austenits. In: Tagungsband der XXI. Härtereitechnischen Fachtagung 1987 in Suhl. S. 76–90.
- Die athermische Martensitbildung - ein sich selbsthemmender Phasenübergang. In: Wissenschaftliche Zeitschrift der Universität Rostock, Nr. 37. 1988. S. 58.
- Gunter Benkiẞer; G. D. Böhm; P. Ruddeck; R. Kaps: Einfluss einer Wärmebehandlung auf die Gefügestruktur und die mechanisch-technologischen Eigenschaften von gegossenen Mehrstoffaluminiumbronzen. In: Gießereitechnik, Nr. 36.  1990. S. 184–186.
- Gunter Benkiẞer; G. Lau: Ermittlung von Schwellwerten der Ermüdungsrissausbreitung in höherfesten schweißbaren Baustählen. In: Schiffbauforschung, Nr. 29. 1990. S. 20–24.
- Gunter Benkißer; Gudrun Horn. Die Anwendung des instrumentierten Schlagzugversuches zur Ermittlung von Werkstoffkennwerten bei einer dynamischen Beanspruchung. In: Berichtsband der Tagung Werkstoffprüfung 1990 des Deutschen Verbands für Materialforschung und -prüfung e.V. am 6. und 7. Dezember 1990 in Bad Nauheim. S. 261–273.
- Gunter Benkiẞer; Gudrun Horn: Untersuchungen zum Einfluss des Flammrichtens auf das Gefüge und die Zähigkeit von thermomechanisch behandelten Stählen. In: Berichtsband der Tagung Werkstoffprüfung 1991 des Stahlinstituts VDEh am 5. und 6. Dezember 1991 in Bad Nauheim. S. 391–404.
- Gunter Benkiẞer; Gudrun Horn: Einfluss einer Schweißwärmesimulation auf das Gefüge und die Zähigkeit von thermomechanisch behandelten Baustählen. In: Berichtsband der Tagung Werkstoffprüfung 1991 des VdEh am 5. und 6. Dezember 1991 in Bad Nauheim. S. 469–482.
- Gunter Benkißer; Gudrun Horn; S. Semjonov; R. Kaps: Randschichthärten von heterogenen Mehrstoffaluminiumbronzen durch ein Laserstrahlumschmelzen. In: Zeitschrift Metall, Nr. 46. 1992. S. 324–328.
- Gudrun Horn-Samodelkin; Gunter Benkißer: Einfluss einer erhöhten Beanspruchungs- geschwindigkeit auf die mechanischen Eigenschaften und das Bruchverhalten verschiedener Eisengusswerkstoffe. In: Posterbeitrag auf der Tagung Gefüge und Bruch der Ruhr-Universität Bochum vom 17. bis 19. März 1993.
- Gudrun Horn-Samodelkin; Gunter Benkißer: Beeinflussung des Gefüges von Bronzen für Propeller und Umformwerkzeuge durch eine Behandlung mit dem CO2-Laser, Teil: Laserstrahlumschmelzhärten. In: Zeitschrift Metall, Nr. 47. 1993. S. 129–134.
- Gudrun Horn-Samodelkin; Gunter Benkißer: Beeinflussung des Gefüges und der Härte von Bronzen für Propeller und Umformwerkzeuge durch eine Behandlung mit dem CO2-Laser, Teil 2: Laserstrahleinschmelzlegieren. In: Zeitschrift Metall, Nr. 47. 1993. S. 355–359.
- Gunter Benkiẞer; Gudrun Horn-Samodelkin: Die mechanische Austenitstabilisierung durch martensitische Phasenübergänge in metastabilen austenitischen Stählen. Vortrag auf der Hauptversammlung 1993 der Deutschen Gesellschaft für Materialkunde vom 1. bis 4. Juni 1993 in Friedrichshafen.
- Gudrun Horn-Samodelkin; Gunter Benkiẞer: Verhalten von austenitischen Stählen und von austenitischen Gusslegierungen bei hochdynamischer Beanspruchung. In: Posterbeitrag auf der Hauptversammlung 1993 der Deutschen Gesellschaft für Materialkunde vom 1. bis 4. Juni 1993 in Friedrichshafen.
- Laserstrahlbearbeitung von Mehrstoffaluminiumbronzen. Vortrag auf dem Technologietag 1993 des Rostocker Innovations- und Gründerzentrums am 11. Juni 1993 in Rostock.
- Gunter Benkiẞer; Gudrun Horn-Samodelkin: Vergüten von heterogenen Mehrstoffaluminiumbronzen. In: Zeitschrift Metall, Nr. 47. 1993. S. 1033–1037.
- Gunter Benkiẞer; B. Meyer: Stahlentwicklungen unter dem Aspekt der Verbesserung von Qualität und Effektivität bei der schweißtechnischen Verarbeitung. Vortrag auf dem Gemeinschaftskolloquium des DVS und des Institutes für Fertigungstechnik der Universität Rostock am 8. November 1994 anlässlich des 575. Gründungstages der Universität Rostock.
- Gunter Benkiẞer; Gudrun Horn-Samodelkin; B. Meyer; P. Nolde: Zur Schweißeignung thermomechanisch gewalzter Baustähle. Vortrag auf der Großen Schweißtechnischen Tagung im September 1994 in Bremen. In: Berichtsband 162 des Deutschen Verband für Schweissen und verwandte Verfahren (DVS), S. 143–147.
- Gunter Benkiẞer; Gudrun Horn-Samodelkin; S. Bergfeld: Influence of a laser surface treatment on the structure and the hardness of a multi-material aluminium bronze. Posterbeitrag auf der Tagung ECLAT 94 am 26. und 27. April 1994 in Bremen. In: Berichtsband 163 des DVS, S. 435–441.
- Einfluss des Laserumschmelzens auf das Gefüge und die Kristallstruktur einer gegossenen Mehrstoffaluminiumbronze. In: Zeitschrift Metallkunde, Nr. 86. 1995. S. 27–30.
- Gerlinde Winkel;  Gudrun Horn-Samodelkin; Gunter Benkißer: Verformungsinduzierte Martensitbildung in einer gegossenen Mehrstoffaluminiumbronze. Vortrag auf der Tagung EUROMET 95 der Deutschen Gesellschaft für Materialkunde vom 13. bis 15. September 1995 in Friedrichshafen. In: Berichtsband Fortschritte in der Metallographie 27. 1995. S. 281–286 (Digitalisat).
- D. Behrend; J. Schaffer; M. Saß; Klaus-Peter Schmitz; K. Wengemuth; Gunter Benkißer: Biodegradable linear polyesters and polyester blend series for implantats. Vortrag auf der Tagung RECYCLE 95 vom 15. bis 19. Mai 1995 in Davos, Schweiz.
- D. Behrend; Klaus-Peter Schmitz; J. Schaffer; Gunter Benkißer; M. Saß; C. Roepke: Resorbable polyesters - Change in the properties and morphology after implantation. Vortrag auf der Tagung MEDICON 95 vom 17 bis 21. September 1995 in Jerusalem, Israel.
- Gunter Benkiẞer; Gerlinde Winkel; Gudrun Horn-Samodelkin: Elementverteilung in den Phasen der Mehrstoffaluminiumbronzen vom Typ G-CuA110Ni und G-CuAl6Mn9 nach einer Vergütungsbehandlung. In: Zeitschrift Metall, Nr. 49. 1995. S. 264–273.
- Gunter Benkiẞer; Michael Pohl; Ladji Tikana; M. Feyer: Optimierung von Mehrstoffaluminiumbronzen durch Laseroberflächenumschmelzen. In: Poster auf der Tagung Werkstoffwoche vom 28. bis 31. Mai 1996 in Stuttgart. In: Berichtsband des Symposiums 6, Werkstoff- und Verfahrenstechnik. S. 242–248.
- Gunter Benkiẞer: Michael Pohl; Gerlinde Winkel; Ladji Tikana: Gefügeveränderungen in laserumgeschmolzenen Mehrstoffaluminiumbronzen durch ein Anlasse. Vortrag auf der Metallographie-Tagung vom 18. bis 20. September 1996 in Hamburg. In: Sonderbände der Praktischen Metallogaphie, Fortschritte in der Metallographie 28. 1996. S. 115–122.
- Michael Pohl; Ladji Tikana; Gunter Benkiẞer; Gerlinde Winkel; R. Kaps: Gefügeausbildung und Eigenschaftsveränderungen in laserumgeschmolzenen und wärmebehandelten Guss-Sondermessingen. Vortrag auf der Metallographie-Tagung vom 10. bis 12. September 1997 in Karlsruhe. In: Sonderbände der Praktischen Metallographie, Fortschritte in der Metallographie 29. 1997. S. 123–130 (Digitalisat).
- Gunter Benkiẞer; Gerlinde Winkel; G. Eckerle: Influence of the working speed at the laser remelting on the microstructure and the hardness of complex aluminium bronzes. Proceedings of the 30th International CIRP Seminar on Manufacturing Systems - LANE 97 Erlangen, September 23./26., 1997. S. 705–710.
- Gunter Benkiẞer; Gerlinde Winkel; Michael Pohl; Ladji Tikana: Verformungsinduzierte Martensitbildung in betatisierten Mehrstoffaluminiumbronzen bei einer tribologischen Beanspruchung. Vortrag auf der Internationalen Metallographie-Tagung vom 16. bis 18. September 1998 an der Montanuniversität Leoben, Österreich. In: Sonderbände der Praktischen Metallographie, Fortschritte in der Metallographie 30. 1998. S. 311–316.
- Gerlinde Winkel; Gunter Benkißer: Laserlegieren von Mehrstoffaluminiumbronzen. Vortrag auf der Internationalen Metallographie-Tagung vom 16. bis 18. September 1998 an der Montanuniversität Leoben, Österreich In: Sonderbände der Praktischen Metallographie, Fortschritte in der Metallographie 30. 1998. S. 539–546 (Digitalisat).
- Gunter Benkiẞer; Gerlinde Winkel; Michael Pohl; Ladji Tikana: Verformungsinduzierte Martensitbildung in betatisierten Mehrstoffaluminiumbronzen bei einer tribologischen Beanspruchung. In: Praktische Metallographie, Nr.  36. 1999. S. 609–620 (Digitalisat).
- Gunter Benkiẞer; Gerlinde Winkel: Rissauslösende Wirkung von K-Segregaten in den Gefügen von Schiffspropellerbronzen. Posterbeitrag auf der Tagung Gefüge und Bruch vom 17. bis 19. März 1999, Ruhr-Universität Bochum.
- Die Gefüge ausgewählter Guss- und Knetlegierungen des Kupfers. Plenarvortrag auf der Metallographie-Tagung vom 15. bis 17. September 1999 in Rostock. In: Sonderbände der Praktischen Metallographie, Fortschritte in der Metallographie 31. 1999. S.  35–46 (Digitalisat).
- Wolfgang Kowalski; Gunter Benkißer; Jürgen Eberlein; Reinhard Kaps: Zum Einfluss des Schweißens auf die Gefügeausbildung der Schiffspropellerbronze G-CuA110NiFe. Vortrag auf der Metallographie-Tagung vom 15. bis 17. September 1999 in Rostock. In: Sonderbände der Praktischen Metallographie, Fortschritte in der Metallographie 31. 1999. S. 91–96 (Digitalisat).
- Gerlinde Winkel; Gunter Benkißer; Jürgen Eberlein; Reinhard Kaps: Untersuchungen zur Ausscheidung und zur Auflösung von intermetallischen K-Phasen in den Gefügen von Schiffspropellerbronzen. Vortrag auf der Metallographie-Tagung vom 15. bis 17. September 1999 in Rostock. In: Sonderbände der Praktischen Metallographie, Fortschritte in der Metallographie 31. 1999. S. 113–116 (Digitalisat).
- A. D. Haubold; P. Schmitz; D. Behrend; Gunter Benkiẞer: Charakterisierung der Mikrostruktur und der Eigenschaften von siliziumlegiertem, pyrolitischem LTI-Kohlenstoff. Vortrag auf der Metallographie-Tagung vom 15. bis 17. September 1999 in Rostock.
- Gunter Benkiẞer; Gerlinde Winkel: Brüche durch dehnungsinduzierte Spannungsrisskorrosion an verzinkten Schrauben (M36) der Festigkeitskategorie 10.9. Posterbeitrag auf der Metallographie-Tagung vom 15. bis 17. September 1999 in Rostock. In: Sonderbände der Praktischen Metallographie, Fortschritte in der Metallographie 31. 1999. S. 219–224 (Digitalisat).
- Gerlinde Winkel; Gunter Benkißer; Jürgen Eberlein; Reinhard Kaps: Gefüge und Eigenschaften von Mangan-Kupfer-Legierungen für hochdämpfende Schiffspropeller. Posterbeitrag auf der Metallographie-Tagung vom 15. bis 17. September 1999 in Rostock. In: Sonderbände der Praktischen Metallographie, Fortschritte der Metallographie 31. 1999. S. 403–410 (Digitalisat).
- Gunter Benkiẞer; Klaus-Peter Schmitz; Detlef Behrend: Einfluss von Wärmebehandlungen auf das Gefüge der biokompatiblen Titanlegierung TiAl6Nb7 (IMI-367). Posterbeitrag auf der Metallographie-Tagung vom 15. bis 17. September 1999 in Rostock. In: Sonderbände der Praktischen Metallographie, Fortschritte in der Metallographie 31. 1999. S. 411–416 (Digitalisat).
- Jörg Trempler; Detlef Behrend; Daniel Lootz; Gunter Benkißer; Klaus-Peter Schmitz: Lichtmikroskopische Untersuchungen von Werkstoffen für biomedizinische Anwendungen. Posterbeitrag auf der Metallographie-Tagung vom 15. bis 17. September 1999 in Rostock. In: Sonderbände der Praktischen Metallographie, Fortschritte in der Metallographie 31. 1999. S. 429–434 (Digitalisat).
- Gunter Benkiẞer: GerlindeWinkel; Jürgen Eberlein; Reinhard Kaps: Microstructure and properties of an ordered and a disordered ship propeller bronze. Vortrag auf der Tagung EUROMAT 1999 vom 27. bis 30. September 1999 in München. In: Berichtsband des Symposiums B3, Materials for Transportation Technology. S. 323–328.
- Gerlinde Winkel; Gunter Benkißer: Determination of the coupling rates during surface remelting of complex aluminium bronzes by CO2 laser radiation. Vortrag auf der Tagung EUROMAT 1999 vom 27. bis 30. September 1999 in München. In: Berichtsband des Symposiums G3, Surface Engineering, S. 438–444.
- Gunter Benkiẞer; Michael Pohl: Optimierung der Gebrauchseigenschaften von Mehrstoffaluminium- bronzen durch Laseroberflächenbehandlung. Abschlussbericht vom 19. April 2000 zum Deutsche Forschungsgemeinschaft (DFG)-Projekt Laserbronze, Geschäftszeichen der DFG: BE 1641/3-1 und BE 1641/3-2, abrufbar bei der DFG.
- Gunter Benkiẞer: J. Eberlein; R. Kaps; K. Ohla: Comparative considerations on the microstructures of cast and spray formed complex aluminium bronzes. Keynote on the European Metallographic Conference and Exhibition, 13. bis 15. September 2000, Saarbrücken. In: Progress in Metallography 32. 2000. S. 39–48 (Digitalisat)
- K. Ohla; Gunter Benkißer: The microstructures of spray formed complex aluminium bronzes. Poster on the European Metallographic Conference and Exhibition, 13. bis 15. September 2000, Saarbrücken. In: Progress in Metallography 32. 2000. S. 259–270 (Digitalisat).
- Michael Pohl; Ladji Tikana; Gunter Benkißer; Gerlinde Winkel: Randschichtoptimierung von Kupferlegierungen. In: Härtereitechnische Mitteilungen, Nr. 55. 2000. S. 27–35.
- Gunter Benkiẞer; K. Ohla: Sprühkompaktierte Kupferlegierungen-Materialien mit neuartigem Eigenschaftsprofil. In: Landestechnologieanzeiger Mecklenburg-Vorpommern, Heft 1. 2001. S. 18–19.
- Gunter Benkiẞer; Erhard Hornbogen; Michael Pohl: Zum Einfluss von Ordnungsumwandlungen auf die Gefüge von heterogenen Mehrstoffaluminiumbronzen und Messingen. Vortrag auf der Metallographie-Tagung 2001 in Neu-Ulm. In: Sonderband 33 der Praktischen Metallographie, Fortschritte in der Metallographie. S. 163–169 (Digitalisat)
- Gunter Benkißer; K. Ohla; H. Opielka: i. Vortrag auf der Metallographie-Tagung 2001 in Neu-Ulm. In: Sonderband 33 der Praktischen Metallographie, Fortschritte in der Metallographie. S. 183–188.
- Gunter Benkiẞer; I. Rühl; C. Ladewig: Die Gefüge wärmebehandelter und laserumgeschmolzener, heterogener Mehrstoffaluminiumbronzen. In: Praktische Metallographie, Nr. 38. 2001. S. 425–441.
- Gunter Benkiẞer; Gerlinde Winkel; Michael Pohl; Ladji Tikana: Effects of the laser remelting on the microstructures and properties of cast complex aluminium bronzes. Vortrag auf der Konferenz LANE 3, 28. bis 31. August 2001, Erlangen-Nürnberg. In: Proceedings of the Laser Assisted Net Shape Engineering 3. 2001. S. 147–156.
- Gerlinde Winkel; Gunter Benkißer; G. Eckerle: Determination of processing parameters for laser remelting of cast copper alloys. Vortrag auf der Konferenz LANE 3, 28. bis 31. August 2001, Erlangen-Nürnberg. In: Proceedings of the Laser Assisted Net Shape Engineering 3. 2001. S. 235–244.
- D. Lootz; D. Behrend; S. Kramer; T. Freier; A. Haubold; Gunter Benkiẞer; Klaus-Peter Schmitz; B. Becher: Laser cutting: influence on morphological and physicochemical properties of polyhydroxybutyrate. In: Biomaterials, Nr. 22. 2001. S. 2447–2452.
- Modifizierung der Randschichteigenschaften von Mehrstoffaluminiumbronzen durch Laserlegieren. Abschlussbericht vom 30. Juli 2003 zum DFG-Projekt Laserlegieren, Geschäftszeichen der DFG: BE 1641/6-1, abrufbar bei der DFG.
- Gunter Benkiẞer; C. Ladewig; I. Rühl: Die y2-Phase und ihre Effekte auf die Eigenschaften heterogener Mehrstoffaluminiumbronzen. In: Materialwissenschaft und Werkstofftechnik, Nr. 34. 2003. S. 444–452.
- Ladji Tikana; Gerlinde Winkel; Gunter Benkißer; Christian Heßing; Erhard Hornbogen; Michael Pohl:  A laser-remelted complex manganese bronze with shape memory. Zeitschrift Metallkunde, Nr. 94. 2003. S. 848–852.
- Magnesiumlegierungen der zweiten Generation. In: Landestechnologie-Anzeiger Mecklenburg-Vorpommern, Heft 1/2003.
- Gunter Benkiẞer; Ingeburg Rühl; Carola Ladewig: Vergleichende Betrachtungen über die Gefüge von Mg-Al-Zn- und Mg-Y-SE-Zr-Knetlegierungen. Vortrag auf der 37. Metallographie-Tagung, 17. bis 19. September 2003 in Berlin. In: Sonderband 35 der Praktischen Metallographie, Fortschritte in der Metallographie. 2004. S. 37–42 (Digitalisat).
- Herausgeber H. Schumann; H.Oettel; Mitautor G. Benkiẞer (Kapitel 6): Metallographie. 14. Auflage. 2004. WILEY-VCH Verlag.
- Ladji Tikana (V), Christian Heßing, Michael Pohl, G. Benkißer, G. Winkel: Gefüge und Beständigkeit von Kupfer-Aluminium-Legierungen. In: Fortschritte in der Metallographie, Band 36. S. 137–142 (Digitalisat).
- Gunter Benkißer; Michael Pohl Christian Heßing: Einfluss des Laserlegierens auf die Mikrostruktur und das tribologische Verhalten einer heterogenen Mehrstoffaluminiumbronze. In: Fortschritte in der Metallographie, Band 36. S. 149–154 (Digitalisat).
- Gunter Benkißer; Michael Pohl; Christian Heßing: Effekte des Laserumschmelzens auf das Gefüge und die Härte von Grauguss mit Lamellen- und mit Kugelgraphit. In: Fortschritte in der Metallographie, Band 36. S. 275–280 (Digitalisat).
- Gunter Benkiẞer; Michael Pohl; Christian Heßing: Effekte des Laserumschmelzens auf das Gefüge und die Härte von Grauguss mit Lamellen- und mit Kugelgraphit. In: Praktische Metallographie, Nr. 43. 2006. S. 381-–395.
- Gunter Benkiẞer; Michael Pohl; Ladji Tikana: Die Delta-Phase in den Gefügen von Kupfer-Zinn und Kupfer-Zinn-Zink-Legierungen. In: Fortschritte in der Metallographie, Band 41. S. 211–217 (Digitalisat).